# Idlewild (Kalifornia)
Idlewild – jednostka osadnicza w Stanach Zjednoczonych, w stanie Kalifornia, w hrabstwie Tulare.